# Martha von Bethmann Hollweg

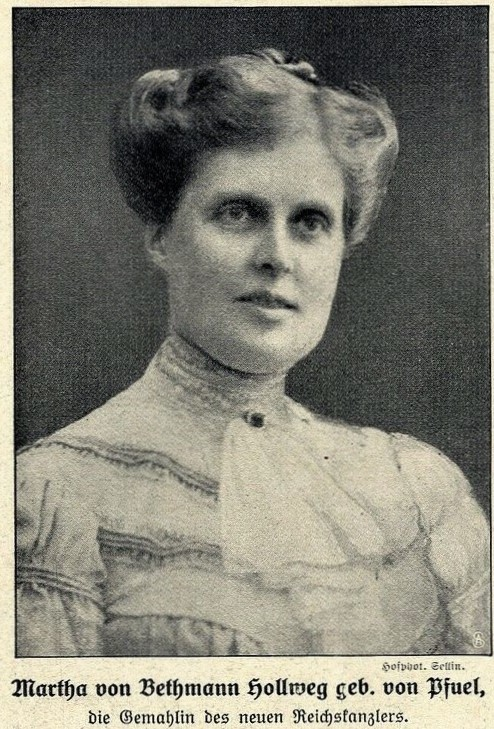
Martha von Bethmann Hollweg, geb. Pfuel (1909)

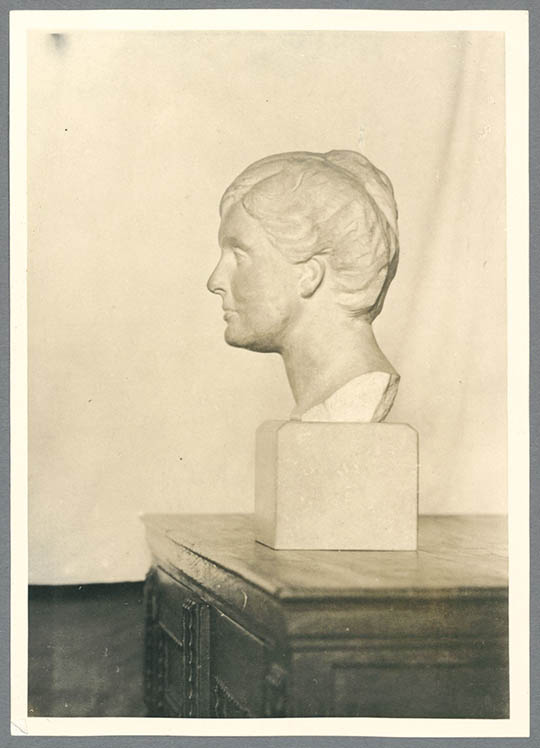
Georg Kolbe: Marmorbüste von Martha von Bethmann Hollweg (1910)

Martha von Bethmann Hollweg (* 21. April 1865 in Altlandsberg als Martha Elisa von Pfuel; † 11. Mai 1914 in Berlin) war die Ehefrau des Reichskanzlers Theobald von Bethmann Hollweg. Sie betätigte sich wohltätig und war die erste Präsidentin des Deutschen Käuferbundes.

## Leben
Martha von Bethmann Hollweg war eine Tochter des Gutsbesitzers Gustav von Pfuel (1829–1897) und von Elise von Reventlow (* 8. September 1842; † 30. Mai 1865), die sechs Wochen nach Marthas Geburt starb. Sie wuchs mit ihrer älteren Schwester, Klara Sofie, auf Schloss Wilkendorf (nördlich von Strausberg) auf, wo ihr Vater lebte. Er heiratete 1879 erneut und hatte mit seiner zweiten Frau fünf weitere Kinder.
Am 17. Juni 1889 heiratete sie Theobald von Bethmann Hollweg auf Schloss Wilkendorf. Ihr Ehemann war zu dem Zeitpunkt Landrat. Sie hatte drei Kinder mit ihm.
Angeregt durch eine Ausstellung über Heimarbeiterinnen von Margarete Behm im Jahr 1906 in Berlin begann Martha von Bethmann Hollweg ab 1907 die christlich-nationale Heimarbeiterinnenbewegung zu fördern. Sie übernahm den Vorsitz im Deutschen Käuferbund, der im Anschluss an die Ausstellung von Frauen des gehobenen Bürgertums als Teil einer europaweiten Bewegung gegründet worden war und Hilfsaktionen für Arbeitsbeschaffung von Heimarbeiterinnen organisierte. Auf der konstituierenden Sitzung des Vereins im Innenministerium wurde sie zur ersten Präsidentin des Käuferbundes gewählt und saß mit Ernst Francke, einem führenden Sozialreformer, im Vorstand.
Als Martha von Bethmann Hollweg die Präsidentschaft der vierten Weltkonferenz der Young Women’s Christian Association angetragen wurde, die 1910 in Berlin stattfand, musste sie diese wegen Krankheit absagen und die Aufgabe ging an Eleonore von Trott über.
Die Zeitschrift Die Woche teilte in der Ausgabe vom 16. Mai 1914 mit, dass Martha von Bethmann Hollweg „nach langer Krankheit“ in Berlin gestorben war. Sie habe „an der Spitze zahlreicher Unternehmungen“ gestanden, die „im Dienst der Wohltätigkeit“ wirkten. Der Trauergottesdienst fand am 14. Mai 1914 in der Dorfkirche Hohenfinow statt, die Trauerrede hielt Pastor Siegfried Passow über Jesaja 60,1.
Ihr ältester Sohn August Friedrich (* 4. Juni 1890) fiel am 9. Dezember 1914 an der Ostfront. Die Tochter Isa (1894–1967) heiratete 1915 den Diplomaten Julius von Zech-Burkersroda.